# Nándor Hidegkuti
Nándor Hidegkuti [ˈnaːndor ˈhidɛkːuti] (* 3. März 1922 in Budapest, Königreich Ungarn; † 14. Februar 2002 ebenda) war ein ungarischer Fußballspieler und -trainer.

## Werdegang

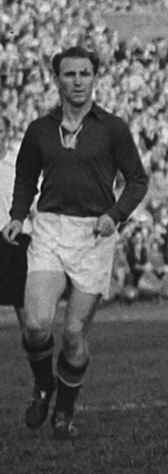
Nándor Hidegkuti (1954)

Nándor Hidegkuti, Geburtsname: Ferdinand Kaltenbrunner, ist ein Sohn deutschstämmiger Banatschwaben, welche nach dem Ersten Weltkrieg aus dem Banat, heute Rumänien, emigrieren mussten, wobei sie nach Budapest gingen. Auf politischen Druck wurden die Namen der Familie magyarisiert. So wurde der Nachname Kaltenbrunner zu Hidegkuti (ungarisch hideg ‚kalt‘ und ungarisch kút ‚Brunnen‘) und der Vorname Ferdinand zu Nandor.
Nándor Hidegkuti war Mitglied der Goldenen Elf (ungarisch Aranycsapat) der ungarischen Fußballnationalmannschaft, auch Magische Magyaren genannt, die nach vier Jahren ohne Niederlage ausgerechnet im Finale der Fußball-Weltmeisterschaft 1954 der deutschen Auswahl unterlag. Zwei Jahre zuvor, 1952, war er mit Ungarn Olympiasieger geworden. Da er erst mit 30 einen Stammplatz in der Nationalmannschaft erhielt, wurde er deshalb „Der Alte“ genannt. International ging Hidegkutis Stern beim sensationellen 6:3-Auswärtssieg der Ungarn gegen die englische Fußballnationalmannschaft auf, zu dem er drei Treffer (Hattrick) beisteuerte. Die ungarische Mannschaft war damals das erste Team vom europäischen Festland, dem sich die Engländer in einem Heimspiel geschlagen geben mussten. Als große Ausnahme neben den zahlreichen Spielern von Honvéd Budapest gehörte Hidegkuti dem MTK Budapest an, mit dem er Ungarischer Meister 1951, 1953 und 1958 sowie Pokalsieger 1952 wurde.
Bekannt wurde Hidegkuti auch dadurch, dass er einen neuen Typus Mittelstürmer, der „sich die Tore selber vorlegt“, kreierte. Hidegkuti war 179 cm groß und wog 74 Kilogramm, war also für einen Mittelstürmer eher klein. Von seinen 69 Länderspielen gewann er 53, erzielte dabei 39 Tore und ließ sich während des Spiels oft ins Mittelfeld zurückfallen. Dies hatte zur Folge, dass der Gegenspieler (zumeist ein Mittelläufer) an ihm dran blieb und so Lücken in der gegnerischen Abwehr entstanden. Sepp Herberger zählte zu den wenigen Trainern, die Hidegkutis herausragende Rolle im Nationalteam als entscheidend erkannten, obwohl er öffentlich im Schatten von Spielern wie Puskás oder Kocsis stand. Im WM-Finale 1954 war es dementsprechend die zentrale Aufgabe von Werner Liebrich und Horst Eckel, ihn gleich doppelt zu decken. Horst Eckel und Hidegkuti verband nach dem Spiel eine Freundschaft.
Später wurde er Trainer, zunächst 1960 bei MTK. 1961 ging Hidegkuti nach Italien und holte noch im selben Jahr mit der AC Florenz den Europapokal der Pokalsieger. 1962 stand er nochmals mit der Fiorentina im Europacupfinale der Pokalsieger, welches man aber verlor. Nach einer weiteren Station beim AC Mantua kehrte er 1963 nach Ungarn zurück und wurde Trainer bei Győri ETO FC, mit dem er ungarischer Meister wurde und das Halbfinale im Europapokal der Landesmeister erreichte. Hidegkuti starb 2002, kurz vor seinem 80. Geburtstag, an Herzversagen. Er ruht auf dem Óbudai temető (deutsch Óbuda-Friedhof) im III. Budapester Bezirk (Óbuda-Békásmegyer) im Norden der Hauptstadt.
Der MTK Budapest FC benannte zu Ehren von Hidegkuti seine Spielstätte in Hidegkuti-Nándor-Stadion um.

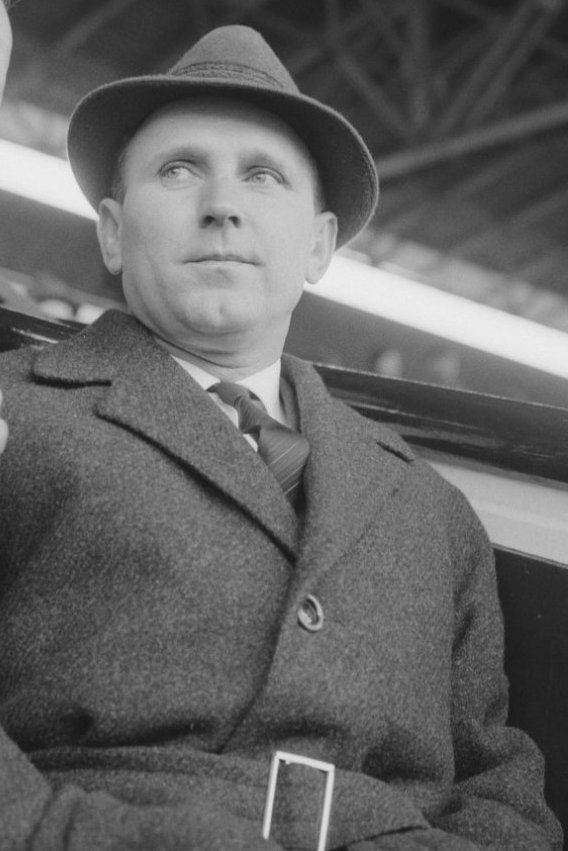
Nándor Hidegkuti (1965)

## Erfolge

### Als Spieler
Ungarische Nationalmannschaft:
- Olympiasieger: 1952
- Zentraleuropameister 1948–1953
- Vize-Weltmeister: 1954

 MTK/Textiles/Bástya/Vörös Lobogó
- Ungarischer Meister: 1951, 1953, 1957/58
- Ungarischer Pokalsieger: 1951/52
- Mitropapokalsieger: 1955

### Als Trainer
- AC Florenz
  - Italienischer Pokalsieger: 1960/61
  - Europapokal der Pokalsieger: 1960/61
- Győri ETO FC
  - Ungarischer Meister: 1962/63
  - Ungarischer Fußballpokal: 1965, 1966, 1967
- Al-Ahly
  - Ägyptische Meisterschaft: 1975, 1976, 1977, 1979, 1980
  - Ägyptischer Fußballpokal: 1978

## Ehrungen und Auszeichnungen
- Ehrenbürger von Győr (posthum)[6]